# Jan Švéda
Jan Švéda (* 5. listopadu 1931 Břeclav – 14. prosince 2007) byl český veslař a reprezentant Československa. V roce 1960 získal na LOH 1960 bronzovou medaili v závodě osmiveslic. Byl účastníkem i LOH 1956.